# Toxinas microbianas

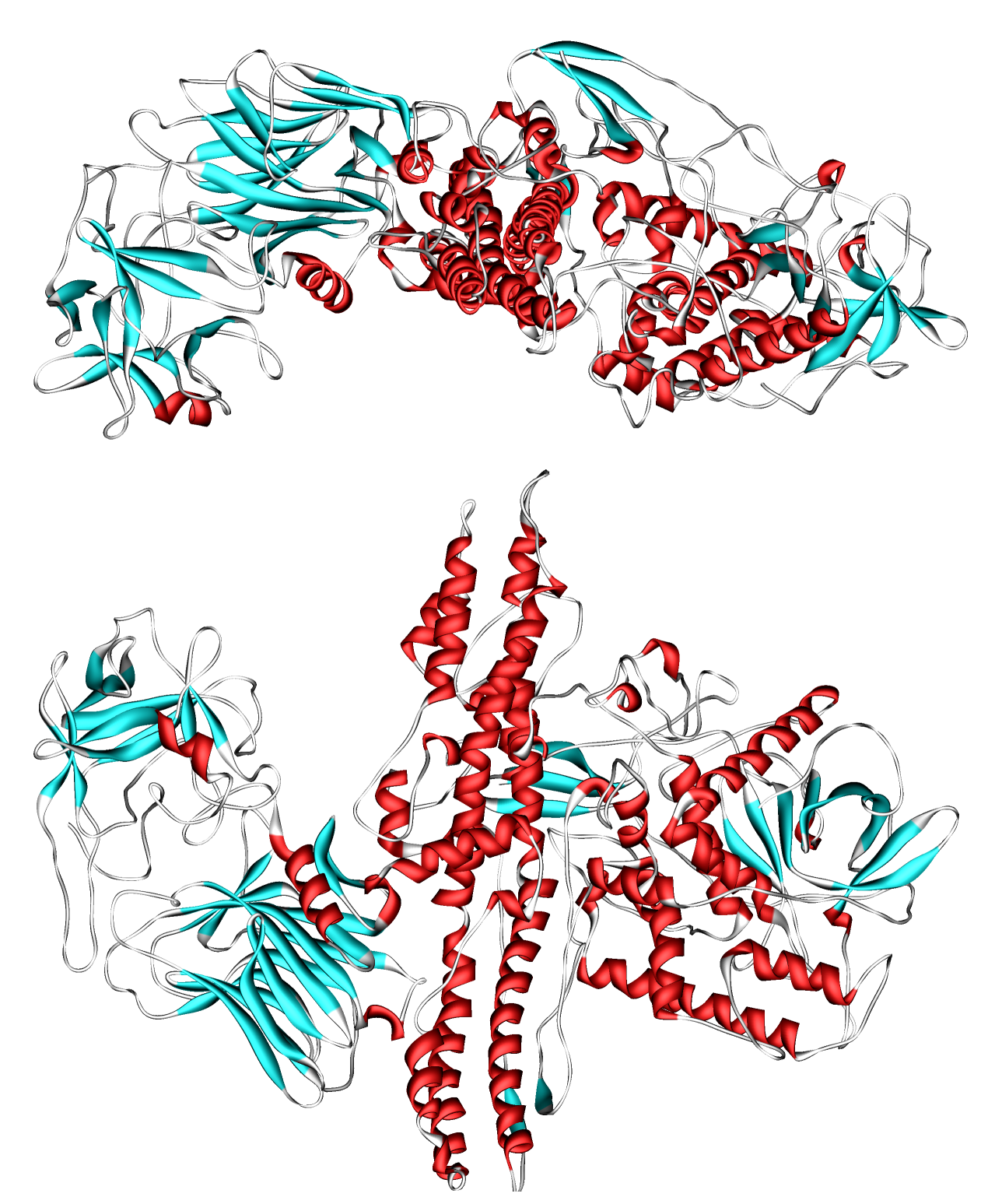
Neurotoxina botulínica

Las toxinas microbianas son toxinas producidas por microorganismos, incluyendo bacterias, virus y hongos. Las toxinas microbianas son determinantes importantes de la virulencia responsable de patogenicidad microbiana y/o evasión de la respuesta inmune del hospedador. Algunas toxinas bacterianas, tales como las neurotoxinas  botulínicas, son las más potentes toxinas naturales conocidas. Sin embargo, las toxinas microbianas también tienen usos importantes en investigación médica e investigación. Aplicaciones potenciales de investigación de toxinas incluyen el combate de la virulencia microbiana, el desarrollo de nuevas drogas contra el cáncer y otros medicamentos, y el uso de toxinas como herramienta en neurobiología y biología celular.

## Neurotoxina botulínica
Las neurotoxinas botulínicas (BoNTs) son las más potentes toxinas naturales conocidas. La familia de BoNTs comprende siete serotipos antigenicamente diferentes (A a G) que son producidos por varias cepas toxigénicas de anaeróbicos formadores de esporas Clostridium botulinum. Las toxinas actúan como metaloproteasas que entran a los terminales nerviosos colinérgicos periféricos y clivan proteínas que son componentes cruciales del aparato neuroexitador, causando una inhibición persistente pero reversible de la liberación de neurotransmisores que resultan en una parálisis muscular flácida. Ellas son el agente causante de la mortal enfermedad por intoxicación alimentaria llamada botulismo, y podrían tener un riesgo importante en la guerra biológica debido a su extrema toxicidad y facilidad de producción. Sirven además como poderosas herramientas para tratar una lista de condiciones médicas.

## Toxina antrácica
El Bacillus anthracis produce dos factores importantes de virulencia, una exotoxina tripartita referida como toxina antrácica, y una cápsula antifagocítica. Estos factores de virulencia median la supervivencia del patógeno y, en el caso de la toxina, inducen directamente daño al hospedador. Dos distintas actividades enzimáticas están asociadas con la toxina antrácica, cada una codificada por una proteína separada. Las subunidades ezimáticas son el factor letal (LF), una metaloproteasa dependiente de zinc, y el factor de edema (EF), una adenilato ciclasa dependiente de calcio y calmodulina. LF y EF logran el acceso al citosol del hospedador uniéndose a y traslocándose a través de un poro formado por la subunidad de unión que comparten, protector de antígeno (PA). La combinación de LF y PA se llama toxina letal (LT), y esta toxina inactiva la señalización MAPK en el hospedador. La toxina de edema (ET), formada por la combinación de EF y PA, produce altos niveles de cAMP en células hospedadoras. Al principio de la infección, los niveles sistémicos de toxina son bajos, y probablemente modulan la respuesta inmune del hospedador localmente, de tal modo que permiten el establecimiento de la infección. más tarde, las concentraciones de toxina aumentan causando daños a órganos, salida vascular, y por último la muerte del hospedador.

## Citotoxina subtilasa
La citotoxina subtilasa (SubAB) es un prototipo recientemente reconocido de una nueva familia de toxinas AB5 secretada por Shiga toxigénica Escherichia coli (STEC). Su subunidad A es una serina proteasa semejante a la subtilasa y la citotoxicidad para las células eucarióticas es debido a un único altamente específico sitio de clivaje de BiP/GRP78, una esencial Hsp70 family chaperone localizada en el ER. Este clivaje gatilla una severa respuesta de estrés ER, que resulta por último en apoptosis. La subunidad B tiene especificidad para glicanos que terminan en ácido siálico ácido N-glicolilneuramínico. El rol de SubAB en enfermedades humanas resta ser establecido.

## Toxina dePasteurella multocida
La toxina de Pasteurella multocida (PMT) es el más importante determinante patogénico de Pasteurella multocida. Las especies P. multocida causan varias enfermedades de animales y humanos. La toxina es el agente causante de la económicamente importante rinitis atrófica en cerdos. La estimulación de varias rutas de señalización es inducida por PMT. El más notable es un potente efecto mitogénico. Fosfolipasa Cβ y la pequeña GTPasa Rho son activadas debido a estimulación de proteína G heterotrimerica de la familia Gαq y Gα12/13.

## Toxinas RTX deVibrio
Las toxinas de autoprocesamiento multifuncionales son una única familia de toxinas de proteínas secretadas, predominantemente producidas por el Vibrio sp.  La mejor caracterizdas de estas toxinas es producida por V. cholerae. En las células eucariotas, esta toxina tiene tres actividase químicas distintas que resultan en autoprocesamiento, unión cruzada covalente de actina, e inactivación de la familia Rho de GTPasas, que por último resultan en la destrucción del citoescqueleto de la actina.  Toxinas relacionadas producidas por vibrium vulnificus y vibrium anguillarum tienen algún mecanismo similar de acción.  Estas toxinas pueden asistir a las bacterias para evadir la defensa inmune del hospedador.

## Toxina deHelicobacter pylori
Helicobacter pylori, es una Bacteria Gram-negativa que coloniza el estómago humano, secreta una toxina conocida como VacA. Esta toxina fue identificada inicialmente basándose en sus capacidades para causar vacuolización en células gástricas epiteliales cultivadas. VacA causa otras varias alteraciones en células del epitelio gástrico y múltiples tipos de células inmune diana. La mayoría de las alteraciones celulares inducidas por VacA son atribuibles a la inserción de la toxina en las membranas celulares y la formación de canales de membrana.

## Toxinas de Staphylococcus
Las proteínas de evasión inmune de Staphylococcus aureus tienen una significativa conservación de la estructura proteína y un rango de actividades que son todas dirigidas en los dos elementos clave de la inmunidad del hospedador, complemento y neutrófilos.  Estos factores de virulencia secretados ayudan a las bacterias a sobrevivir a la respuesta inmune.

## Ribotoxinas fúngicas
Las Ribotoxinas fúngicas son una familia de ribonucleasas extracelulares fúngicas que inactivan los ribosomas rompiendo específicamente un solo enlace fosfodiester ubicado en el universalmente conservado bucle sarcina/ricina del amplio rRNA. La subsiguiente inhibición de la biosíntesis de proteínas es seguida por la muerte celular via apoptosis. Las ribotoxinas también son capaces de interactuar con membranas que contienen fosfolípidos ácidos, su citotoxicidad se dirige preferentemente hacia células que muestran permeabilidad de membrana e.g. células transformadas o infectadas por virus. Recientemente se ha demostrado su actividad insecticida lo que abre un prometedor panorama para la obtención de insecticidas sostenibles. Su inclusión como parte de inmunotoxinas ha supuesto el diseño de quimeras proteicas con importante eficacia frente a tumores de cáncer de colon humano en modelos de ratones inmunosuprimidos.

## Toxinas de cianobacterias
Las Cianobacterias producen una gran variedad de compuestos bioactivos, incluyendo sustancias con actividad contra el cáncer y anti viral, protectores de UV, inhibidores específicos de enzimas, y potentes hepatotoxinas y neurotoxinas.